# ケツァルコアトルス
ケツァルコアトルス（Quetzalcoatlus）は、中生代の終わり、白亜紀末の大量絶滅期の直前の時代を生きていた翼竜の1属である。翼指竜亜目（プテロダクティルス亜目）中のアズダルコ上科アズダルコ科に分類される。ケツァカトルス、ケツァールコウアトルスとも呼ばれる。
約6,800万年前から約6,600万年前にかけての約200万年間、海進時代の北アメリカ大陸に生息していた。
2021年現在、知られる限りで史上最大級の翼竜であり、同時に、史上最大級の飛翔動物である（かつては「史上最大“級”」ではなく「史上最大」とされていた。今日（2021年時点）もなおそのように紹介されることが多い）。

## 呼称
属名 Quetzalcoatlus は、アステカ神話に登場する有翼の蛇形の神ケツァルコアトル（ナワ語群: Quetzalcōātl）にちなむ。
種小名 northropi は、全翼機の開拓者ジャック・ノースロップの空気力学に対する功績を讃えての献名である。
英語での発音はQuetzalcoatlus - howjsay.comを参照。
中国語では、Quetzalcoatlus を「風神翼竜」、Quetzalcoatlus northropi を「北方風神翼竜」と呼んでいる。

## 発見

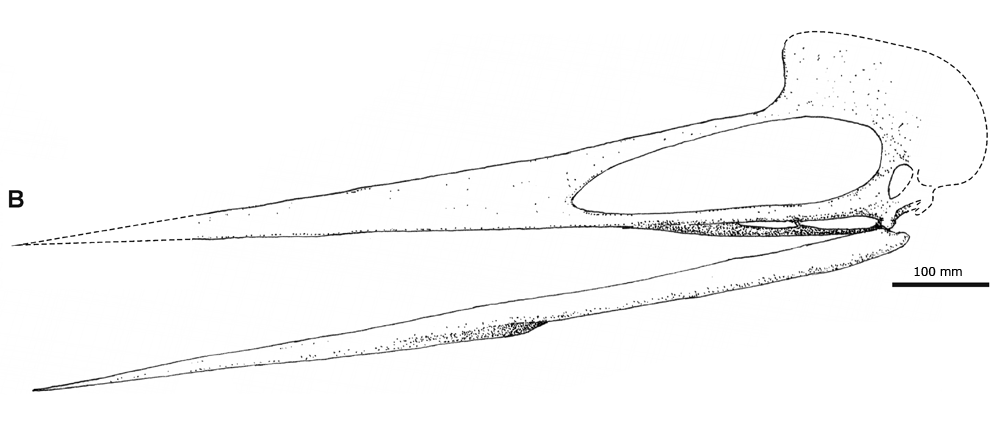
ほぼ完全な形で発掘された Quetzalcoatlus lawsoni の頭蓋骨化石の図

最初の化石は、1971年の夏にアメリカ合衆国テキサス州ビッグ・ベンド国立公園内の白亜系地層を調査していた、テキサス大学の学生ダグラス・ラーソンが発見した。
それは翼の骨の一部分であり、この生物は翼開長（翼を全開した状態での左右の翼先端間の距離）が12mにも及ぶと判断され、1975年、新種 Quetzalcoatlus northropiとして記載された。
加えて、未だ記載のない種が1996年、同じくテキサスからケルナーとラングストンによって報告された。こちらは、翼開長約5.5m（18ft）と模式種の半分程度の大きさであった。2021年、Quetzalcoatlus lawsoniとして記載された。
また、2002年にモンタナ州のヘルクリーク累層で発見されたアズダルコ類の頚脊柱化石「見本BMR P2002.2」も、ケツァルコアトルス属の1種である可能性ありとされている。推定翼開長約5–5.5m（16.5–18ft）。

## 分布
ケツァルコアトルスが生息していた地域は、亜熱帯と温帯の海と湿地・ラグーンに満たされていたであろう西部内陸海路にあたる（化石の分布だけで言えば西部内陸海路と重なる）。
当時の大陸の様子はリンク先の画像にて確認のこと。
- 本種の出現より約600万年前、現代の約9000万年前（Late Cretaceous (90Ma) [7]）の北アメリカ大陸は白亜紀海路によって中央を分断され、多くの水域が広がっていた。
- 中生代が終わる約6500万年前（K-T (65Ma)）の北アメリカ大陸では白亜紀海路が閉じて、現世に通じる一大陸塊となっている。この時期に本種は絶滅した。

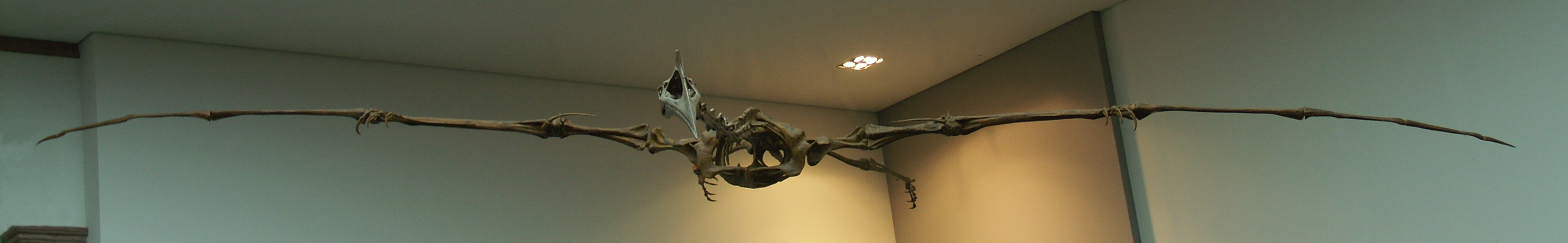
ケツァルコアトルス・ノルトロピの全身骨格化石標本（ドイツはフランクフルト・アム・マインのセンケンベルク博物館〈en〉）

## 形態

### 巨大な翼

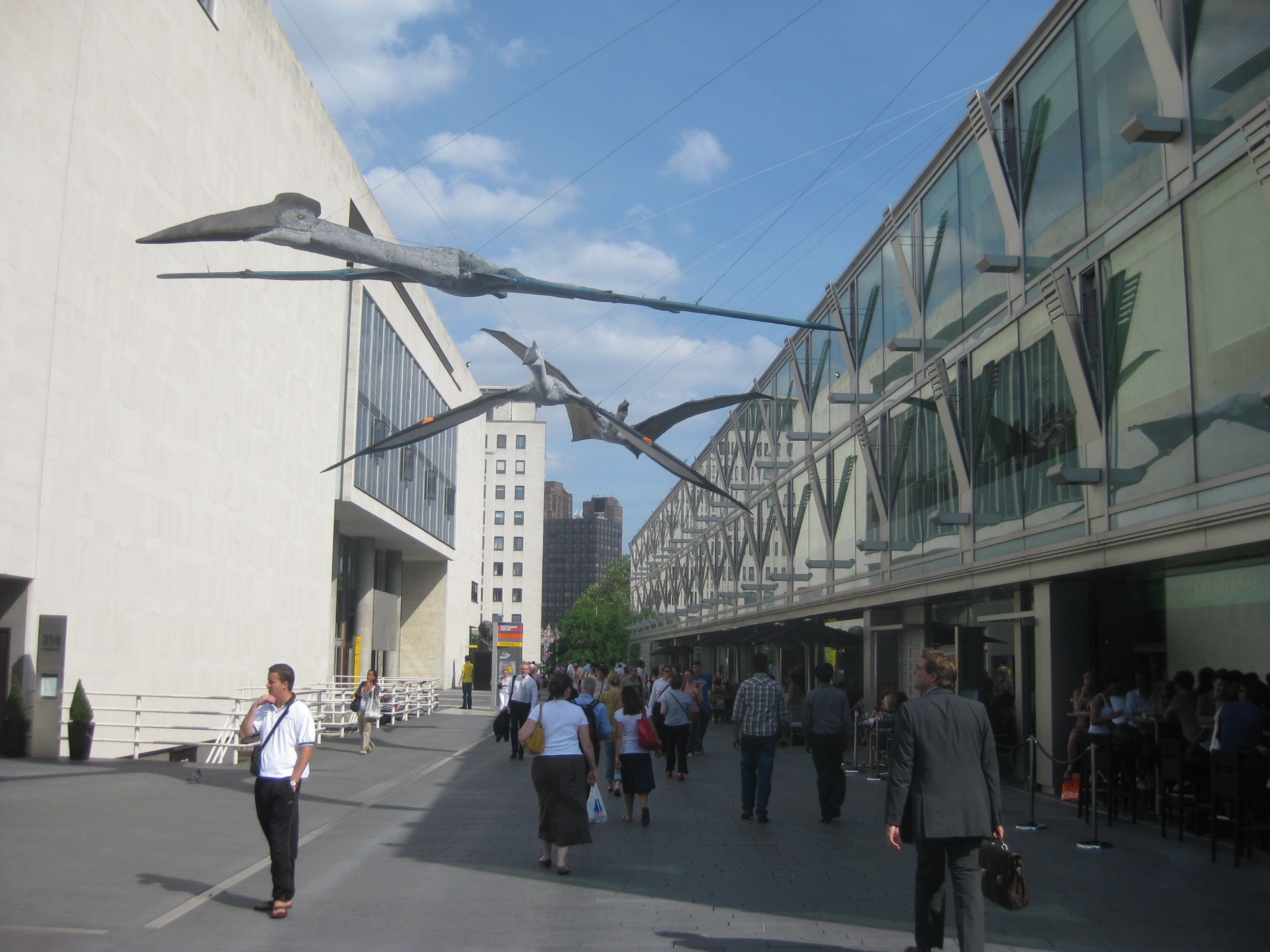
王立協会350周年記念行事で、サウス・バンクに展示された模型。

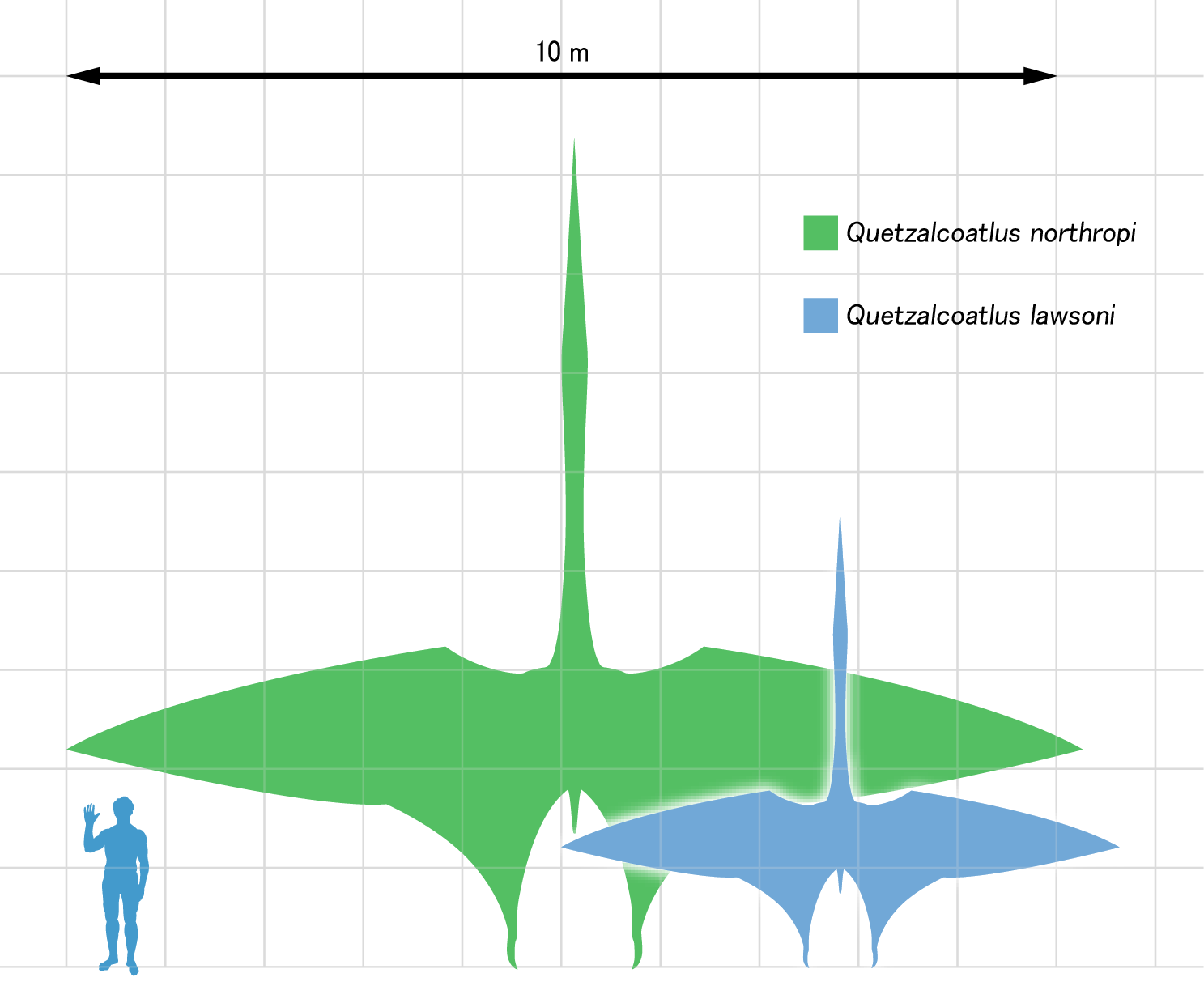
ケツァルコアトルス1属2種とヒトの大きさ比較
Q. northropi
Q. lawsoni
ヒト

ケツァルコアトルス・ノルトロピは史上最大級の翼竜であるが、翼開長の上限に関しては討論が続いている。最大の説では18メートルに達すると主張する学者がおり、米国・ミネソタ州にはその説に基づいた展示を行っている博物館がある。
しかし、そのような翼開長は生物学的に飛翔できる限界を超えているとの異論もある。もっとも、プテラノドンの最大種であり約9メートルの翼開長を持つステルンベルギは、ケツァルコアトルス発見以前には生物学的に飛翔できるサイズを超えているとされていた。
この議論に関して、複数の科学者が約12メートルという説に賛成している。ところが中国で発見されたアズダルコ科翼竜チェージャンゴプテルスのほぼ完全な全身骨格から、アズダルコ類は前肢が比較的短いプロポーションを持つことが分かってきた。そのためより最近の推定では、ケツァルコアトルス・ノルトロピの翼開長を平均約10–11メートルとする説が有力となってきている。
この問題に対する解答は、まだ明確になっていない。

### 最大ではなく最大級に

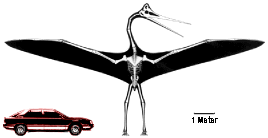
ケツァルコアトルス・ノルトロピと乗用車の大きさ比較

翼開長が12メートルにもなる翼竜として以前から知られていたのはケツァルコアトルス・ノルトロピのみであったため、この種は単独で「史上最大の翼竜」や「史上最大の飛翔動物」と呼ばれていた。
しかし近年では、ヨルダンにて発見された同じアズダルコ科のアランボウルギアニアやルーマニア産のハツェゴプテリクスなど、12メートル以上の翼開長を持つ可能性のある翼竜がいくつも報告されている。ゆえに、現在のケツァルコアトルス・ノルトロピに対する形容は「既知で史上最大級の翼竜」とされる。

### 体重
ケツァルコアトルスの体は、他の翼竜と同様に骨の内部が空洞になっており、軽量化されていた。一説には成体でも70㎏程度しかなかったと推定されている。しかし、そのような軽量では巨大な翼を動かすための筋力を得ることはできないとして、体重を200～250㎏程度と推定する説もあり、彼らの実際の体重については現在も論争が続いている。

## 生態

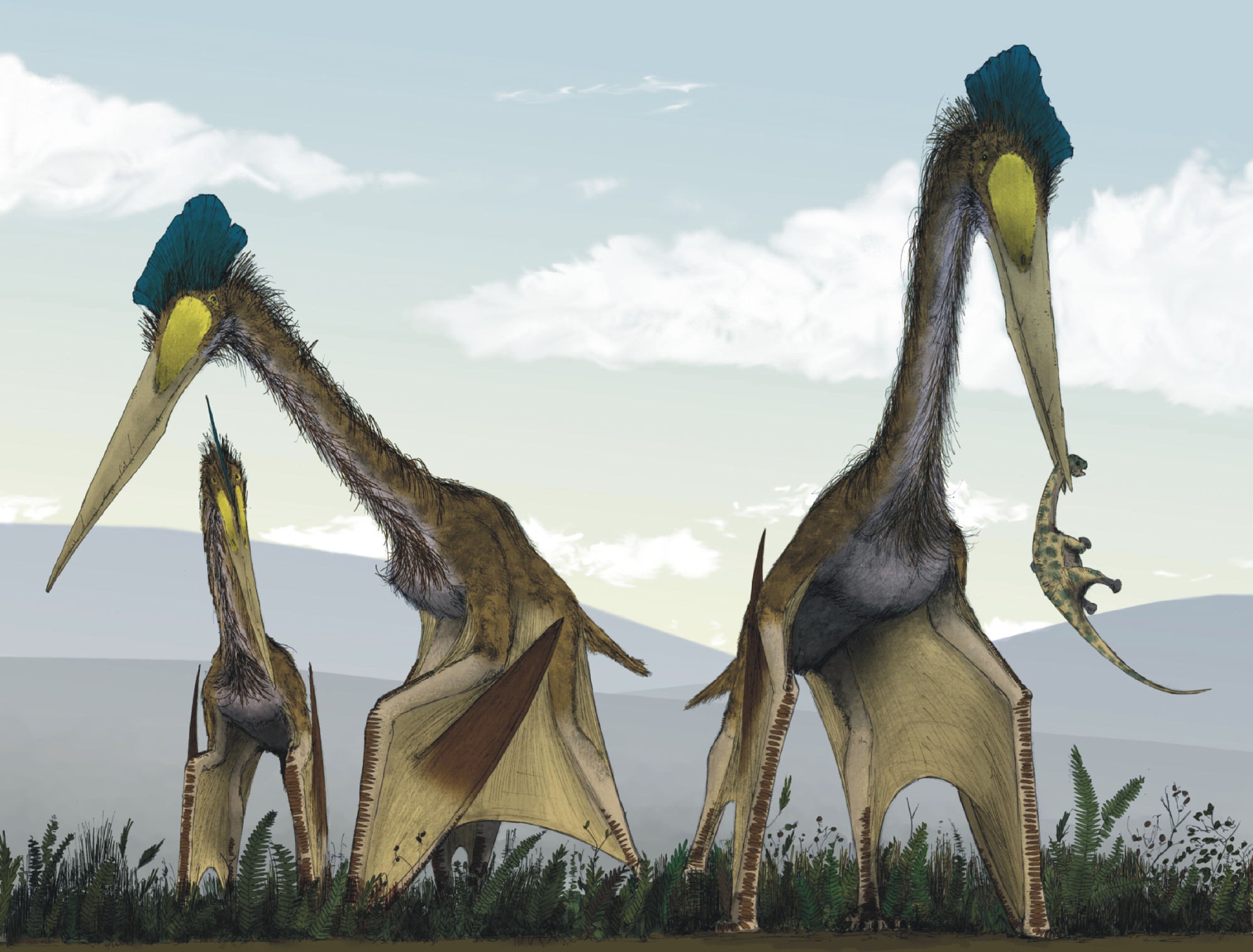
地上を歩きながら獲物を探すケツァルコアトルス・ノルトロピの想像図
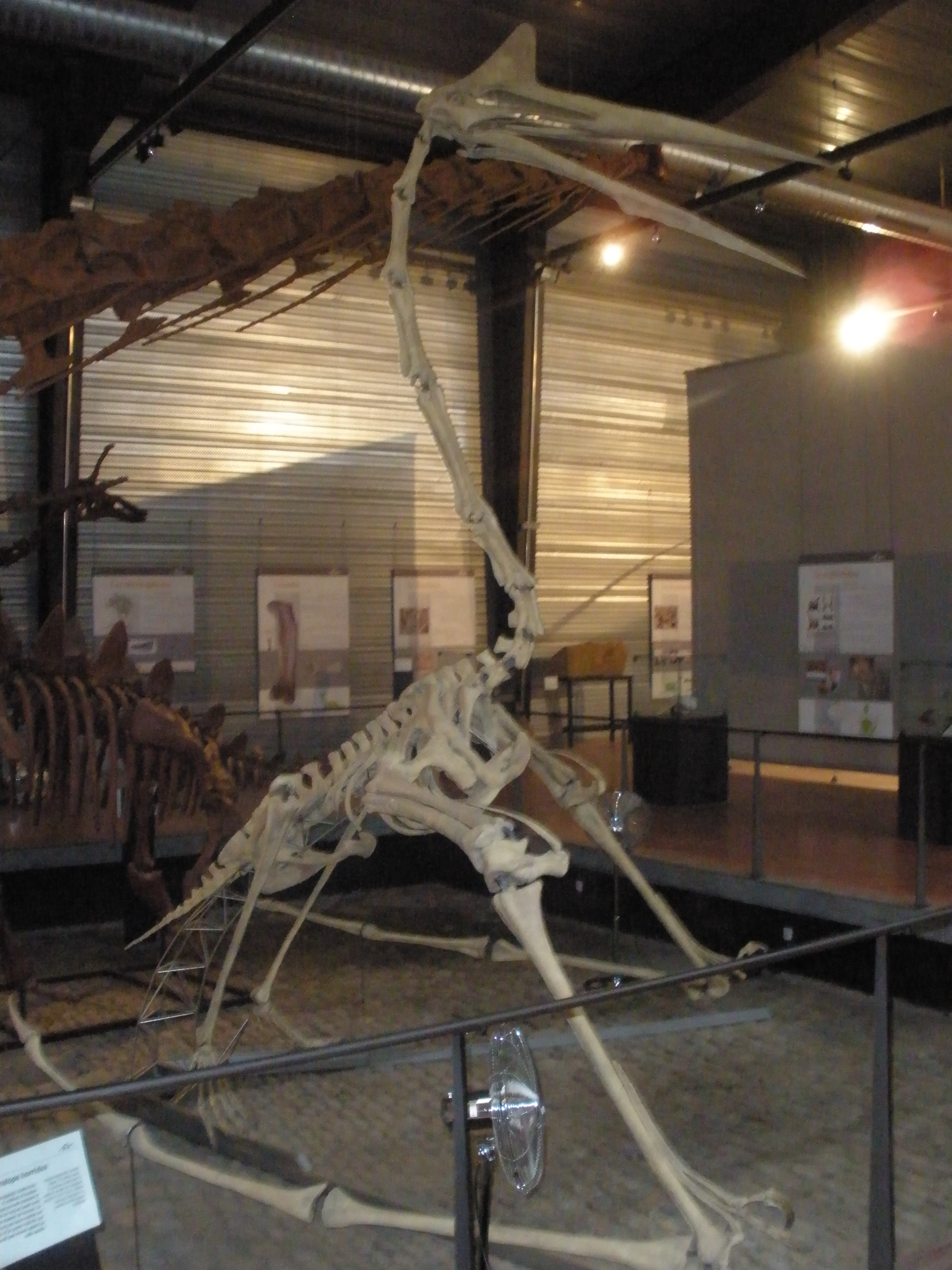
四つ足状態の復元模型
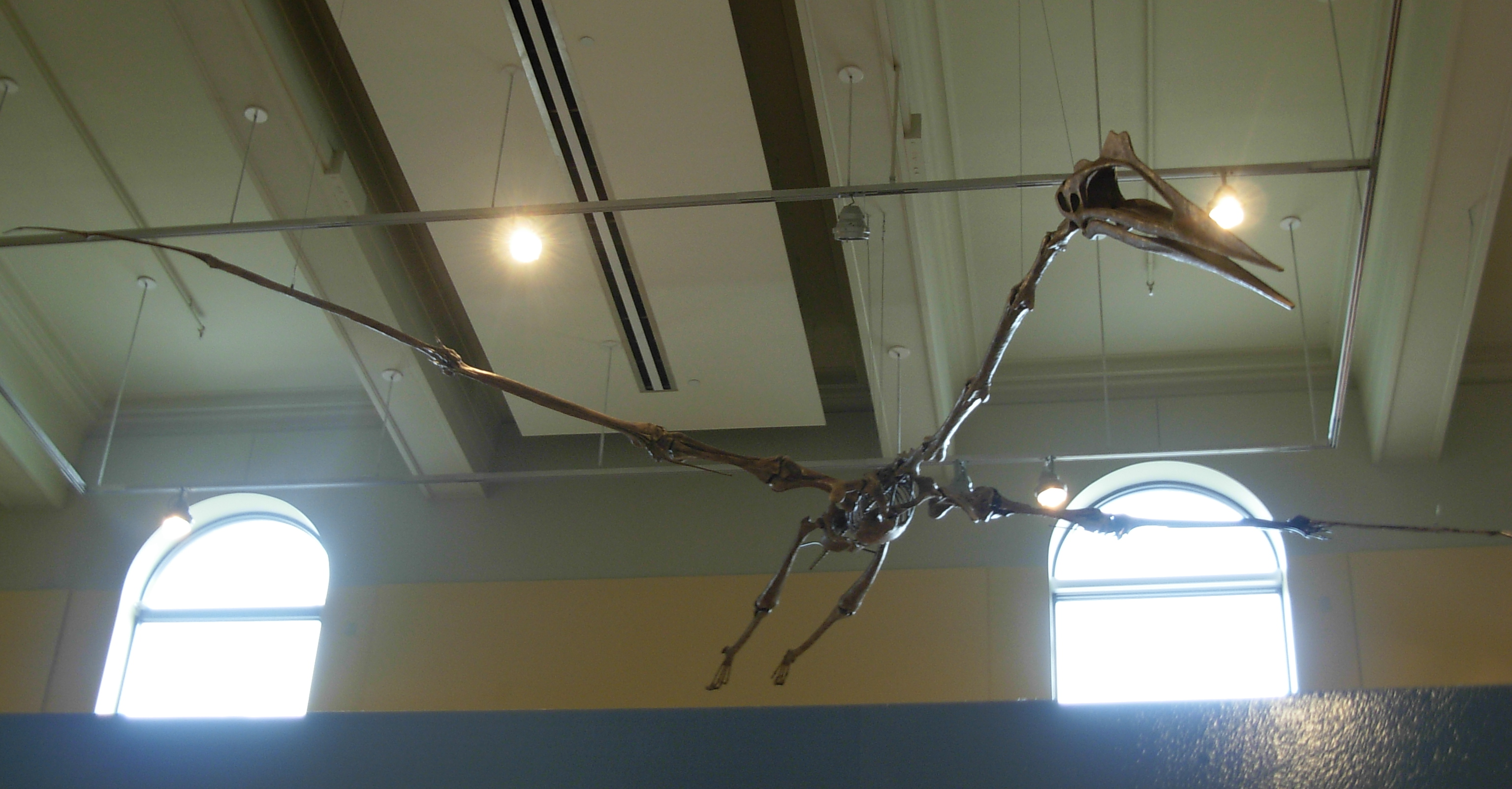
飛行状態の復元模型
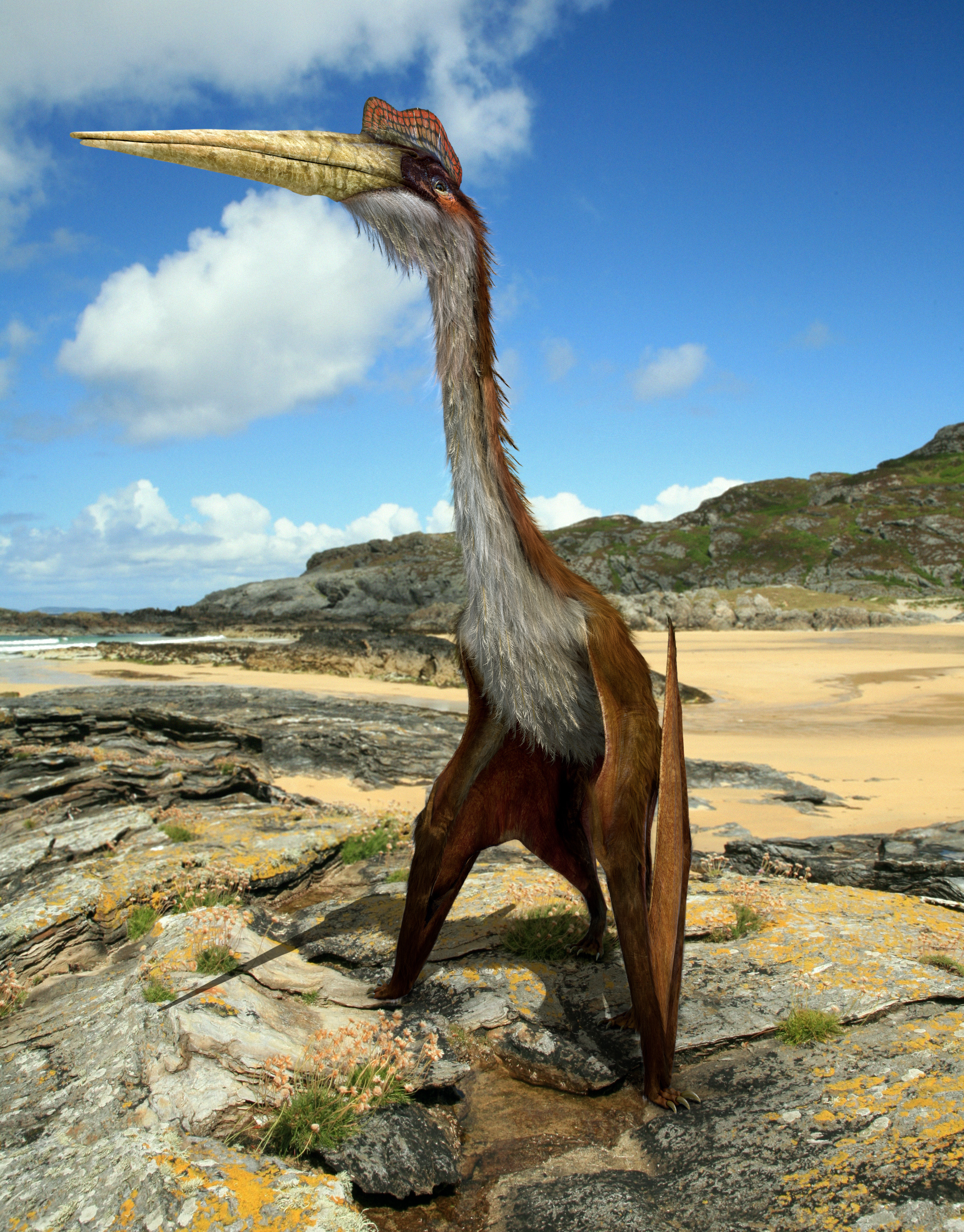
地上のケツァルコアトルス・ノルトロピの想像図

### 飛行能力
ケツァルコアトルスは約50-60km/hで飛翔していたことが分かってきた。
今日では、彼らは上昇気流の助けを借りることなく自力のみで離陸することができたと推測されている。しかしその仮説を容れた場合でも、離陸には多くの時間を要したであろうと長く言われ続けてきた。
ところがこれにも反証的新説が提示されている。彼ら翼竜類に独特の可動域の広い翼支骨と前皮翼が「円弧翼」を形作るため、ケツァルコアトルスの助走が約40km/hに達しない程度だったとしても、比較的たやすく揚力を得て飛び立つことができたのではないか、とする推論である。円弧翼とは、下面がフラットであるのに対して上面が円弧面を描く、空気力学的基本形と言える翼で、鳥や飛行機の翼にも共通の、大きな揚力を生み出すことができる構造体である。
1980年代に1/2スケールの無線操縦の模型が作られ飛行実験に成功した。このプロジェクトの一部始終はIMAX映画『オンザ・ウイング』で観ることができる。

### 歩行
足跡の化石が発見されており、地上ではおそらく4つ足で歩いていたと思われる。

### 食性
生態については、大型の翼竜類で多く言われる「水上を滑空しつつ水面をスキミングすることで魚を捕食する」という説の他、長く細い頚椎柱と歯の無い長い嘴を具えていることから「現生鳥類のアオサギのように多様な生態を持つ魚食動物であった」とする説や「コウノトリ目の鳥類のように平原や湿地を主たる生息域として地上を歩き、さまざまな小動物を啄んでいた」とする説、同じコウノトリ類様でも「アフリカハゲコウと相似をなすような死肉漁りであった」という説などが唱えられている。

## 展示
1987年の天王寺博覧会、2007年から各地で巡回開催された「世界最大の翼竜展」でレプリカが展示された。